# Divinity: Original Sin II
Divinity: Original Sin II est un jeu vidéo de rôle développé et édité par Larian Studios, qui a été partiellement financé par financement participatif par le biais du site Kickstarter. Il est sorti le 14 septembre 2017, bien qu'il ait été disponible en accès anticipé à partir du 15 septembre 2016. Il appartient à la série des jeux Divinity.
Divinity: Original Sin II est un jeu de rôle tactique au tour par tour avec une perspective isométrique. Le jeu se concentre sur le développement de personnages, l'exploration et l'interaction avec des personnages non jouables (PNJ), permettant aux joueurs de prendre des décisions qui affectent l'intrigue et le monde. Un système de quêtes flexible permet d'utiliser différentes approches pour les résoudre. Original Sin II a été conçu comme un jeu multijoueur solo ou coopératif où les joueurs peuvent jouer seuls ou avec d'autres personnes, en contrôlant une escouade de un à quatre sorciers.
Divinity: Original Sin II a connu un succès commercial et critique, se vendant à plus d'un million d'exemplaires en deux mois. Plusieurs critiques l'ont reconnu comme l'un des meilleurs jeux de rôle de tous les temps, en saluant son scénario, son interactivité, son système de combat, son mode de jeu multijoueur coopératif et sa musique. Divinity: Original Sin II - Definitive Edition, une version améliorée avec un scénario et des mécaniques de jeu retouchés, a été publié en 2018.

## Synopsis
À la suite de la mort du Divin, les ensourceleurs attirent le Vide. L'Ordre divin dirigé par l'Évêque Alexandar décide de proscrire l'utilisation de la Source. Le joueur incarne un(e) ensourceleur(se) renégat victime de la répression de l'Évêque.

## Système de jeu
Il s'agit d'un jeu de rôle isométrique avec un fort aspect tactique, dont les combats se déroulent au tour par tour. Le jeu propose de personnaliser l'apparence et les compétences de quatre personnages principaux (contre deux seulement et jusqu'à deux suivants dans le premier opus). Ces personnages peuvent être contrôlés ensemble par le même joueur ou individuellement dans le mode multijoueur.

## Développement
Le développement du jeu est officialisé en août 2015 par Larian Studios. Le jeu est partiellement financé par financement participatif. La campagne visait à réunir 500 000 $ et atteint ce montant en moins de 12 heures. 42 713 contributeurs ont engagé 2 032 434 $ pour soutenir ce projet.

## Accueil

### Critique
- Jeuxvideo.com : 19/20[4]
- CanardPC : 9/10[5]

### Ventes
En 15 jours, le jeu s'était écoulé à plus de 600 000 exemplaires.

#### Documentaire
- (en) Gameumentary, « The Making of Divinity: Original Sin 2 », sur YouTube, 3 décembre 2018.

#### Conférence
- (en) Swen Vincke, « The Making of 'Divinity: Original Sin 2' », sur Game Developers Conference, mars 2019.